# Anartia albifusa
Anartia albifusa är en fjärilsart som beskrevs av Hoffmann 1940. Anartia albifusa ingår i släktet Anartia och familjen praktfjärilar. Inga underarter finns listade i Catalogue of Life.